# Kato Hideki
Kato Hideki (jap. 加藤 英樹, Katō Hideki; * 1962 in der Nagoya, Japan), in Eigenschreibweise mit japanischer Namensreihenfolge von Familienname zuerst, ist ein japanischer Musiker (Bass, Elektronics) und Komponist. Er ist in der experimentellen Musik zwischen Free Jazz, Noise, Art Rock und Ambient hervorgetreten.

## Leben und Wirken
In den späten 1980er Jahren arbeitete er mit Yoshihide Otomo, Tatsuya Yoshida, Kōichi Makigami und Eye Yamatsuka und leitete die Bands Player Piano und Bass Army. 1990 war er an der Gründung der japanischen Avantgarde-Band Ground Zero mit Otomo und Masahiro Uemura beteiligt. 1992 zog er nach New York City. Dort arbeitete er mit Musikern wie John Zorn, Marc Ribot, Christian Marclay, James Pugliese, Gary Lucas oder Anthony Coleman.
Mit Otomo und Tony Buck gründete er die Band Perril, die Zorns Musik weiterentwickelte. Mit Geiger Eyvind Kang und Calvin Weston spielte er im Trio Dying Ground, das die Ästhetik des Mahavishnu Orchestra aufgriff. 1995 gründete er mit Ikue Mori und Fred Frith das Trio Death Ambient, das mehrere Alben auf Zorns Tzadik-Label veröffentlichte. Auf seinem ersten Album unter eigenem Namen Hope & Despair setzte er Prinzipien des Nō-Theaters um.
Weiter arbeitete er mit Billy Martins Socket, Phase III, Italian DOC Remix und dem Crescent Moon Trio. Mit James Fei unterhält er ein elektronisches Duo. Seine Ground Zero-Kollegen Otomo Yoshihide und Uemura Masahiro holte er in sein 2004 gegründetes Trio Green Zone. Auch spielt er im Quartett mit Calvin Weston, Charles Burnham und Briggan Krauss. Mit Doug Wieselman gehört er zum Trio von Karen Mantler.

## Diskographische Hinweise
- Sieves (Improvised Music from Japan, mit James Fei; 1993)
- Death Ambient (Tzadik, mit Ikue Mori und Fred Frith; 1995)
- Hope & Despair (Extreme Records, mit John Zorn, Zeena Parkins und Dougie Browne; 1996)
- Turbulent Zone (Music for Expanded Ears, solo; 1998)
- Synaesthesia (Tzadik, mit Ikue Mori und Fred Frith; 1999)
- Green Zone (doubtmusic, 2005)
- Drunken Forest (Tzadik, mit Ikue Mori und Fred Frith; 2007)
- Hideki Kato, Andrea Centazzo, Marco Cappelli: Los Angeles Tapes (Ictus, 2021)

## Lexigraphische Einträge
- Wolf Kampmann (Hrsg.), unter Mitarbeit von Ekkehard Jost: Reclams Jazzlexikon. Reclam, Stuttgart 2003, ISBN 3-15-010528-5.